# La cama a la francesa
La cama a la francesa (en neerlandés, Ledikant) es un grabado al aguafuerte y punta seca realizado por Rembrandt en 1646.
El asunto, una pareja haciendo el amor en una cama sin pasar por la alegoría mitológica, probablemente escandalizó a sus contemporáneos, lo que habría empujado a Rembrandt a cortar la parte de la placa que contenía su firma, y habría tenido como consecuencia la escasez de copias producidas o que hayan sobrevivido.

## Descripción
El título original, Ledikant significa «cama de desfile»; fue Edme-François Gersaint (1694-1750) en el Catálogo razonado de todas las piezas que forman la obra de Rembrandt (1751), quien le dio el nombre bajo el cual se conoce este grabado actualmente: La cama a la francesa.
Situada en la categoría de los «temas libres», representa a una pareja haciendo el amor en una cama sobre la que cuelgan pesadas cortinas. Sobre una de las semicolumnas que sostienen la cama, el hombre ha dejado su sombrero emplumado, que define a su dueño como un seductor. Sobre la mesita de noche, un plato y un vaso vacío sugieren una cena previa.
El cuarto vacío indica que no se trata probablemente de una casa particular. Pero el artista no emite ningún juicio, siendo su tema el placer que toma la mujer y la posición complicada de los dos cuerpos.
Es probable que con la Cama a la francesa, Rembrandt pretendiera responder a la expresión de una lujuria clasicista y poco distinguida, sustituyendo a las atléticas gimnastas de la escuela romana por una puesta en escena mucho más cercana a la realidad. Esto es típico del enfoque artístico de Rembrandt, que buscaba a menudo modificar temas con cierta tradición artística. Los ingredientes visuales de los grabados de Raimondi y de Rembrandt son por otro lado muy similares.
Un gran número de imágenes presentan en el arte occidental una atmósfera sensual que precede al momento que Rembrandt pintó con tanta inmediatez. La mayoría son grabados que muestran a los "Hijos de Venus"; las representaciones alegóricas del Tacto en series que abordan el tema de los sentidos; la Noche en las diferentes fases de una jornada; la Lujuria en las series de personificaciones de los siete Pecados capitales; las consecuencias del abuso del alcohol; atrevidas escenas bíblicas; o composiciones que contienen un pequeño y discreto detalle nítido al fondo. Algunas de ellas, como las representaciones de la Noche de Crispijn van de Passe, contienen todos los elementos que se encuentran en La cama a la francesa Una mujer - una prostituta, a juzgar por su peinado - invita a un hombre que se demora en tomar una copa, la cabeza descansando sobre una mano, a acompañarla a la cama, en un rincón de la sala. Ella ya le ha robado el sombrero emplumado. El hecho de que aprovechan su intimidad en una «cama a la francesa» - el nombre dado, en el siglo XVII, a las camas abiertas con cortinas, en contraste con las tradicionales camas caja cerradas - habría dado el eufemístico nombre para el grabado de Rembrandt, aunque sea imposible estar seguro.

## Contexto
Dada la moral imperante en el siglo XVII  — muy cerrada con relación a la sexualidad y el erotismo —, sorprende encontrar obras de arte «arriesgadas» circulando. Ledikant debió ser una imagen completamente nueva e impactante para los contemporáneos de Rembrandt: no sigue ni la tradición mitológica, ni la tradición del norte de Europa. El acto sexual no es relegado a un segundo plano detrás de temas antiguos; no hay aquí un dios disfrazado, ni una mujer desnuda idealizada, ni una ambientación abstracta o antigua. Todo lo que se ve, es un joven, una joven y una cama en una decoración doméstica. La composición no puede tampoco categorizarse en el género del bordeeltjes (escenas de burdel), que era popular en la Holanda del siglo XVI y XVII. Los bordeeltjes reflejan una atmósfera sórdida y semipública. Tradicionalmente mezclan los personajes con alimento, bebida y baile.
En 1647, un año después de que este grabado fuera terminado, alguno en Amberes decidió incautar los muchos grabados eróticos que se encontraban en la ciudad. Un grupo de veintidós artistas, incluyendo Jacob Jordaens, Jan Bruegel y Jan de Heem, testificaron «que todos los días se venden y se intercambian volúmenes de grabados que muestran dioses fornicadores de Carracci, Rosso y de Jode, y estas colecciones de grabados son compradas habitualmente por los amantes de la impresión; de hecho, tales colecciones de obras de Rafael de Urbino son vendidas igualmente e intercambiadas, al igual que las nuevas, hechas en París por Peter van Mol, que son todavía más escandalosas». Arnold Houbraken, siguiendo a Florent Le Comte, describe muchas de estas imágenes como geiil en onbeschoft (lascivas y vulgares).

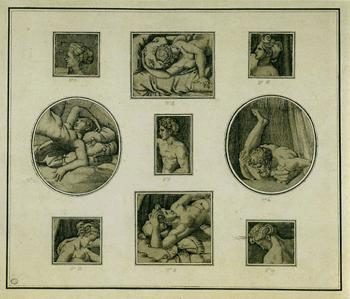
Los fragmentos supervivientes de la segunda edición de I Modi de Marcantonio Raimondi (1524).

La colección de grabados de Rembrandt incluye una selección de imágenes de escenas eróticas (Boelering) de Rafael, Rosso, Annibale Carracci y Giulio Bonasone. Boelering, «hacer el amor», originalmente se refería a cortejar, pero en el siglo XVII, al igual que en español desde mediados del siglo XX, ya aludía al propio acto físico. Varios de los grabados del álbum de Rembrandt se conocen por haber sido mencionados en el testimonio de Amberes. Algunos son muy explícitos, como I Modi de Marcantonio Raimondi (1524). El Papa había prohibido esta serie, y había sido retirada de la circulación, pero ha sobrevivido gracias a las reproducciones, en particular los grabados en madera de Pietro Aretino, que van acompañados de sonetos lascivos.

## Análisis

### Análisis temático
Este grabado es resultado del estudio, en los años 1640-1650, «muy profundo e íntimo del paisaje» por parte del artista, gracias a su capacidad de ir él mismo a ver los temas y sentir la calidad atmosférica del paisaje. Se aprecia desde entonces en su obra un claroscuro más suave y una mejor integración del tema en su entorno. Se interesa también en los «temas libres», como el idilio pastoril y el puro erotismo, con esta pareja en una actitud muy sensual, de La cama a la francesa, pero abandona el retrato por encargo, excepción hecha de sus clientes burgueses. Sus obras de este género se benefician sin embargo de composiciones mucho más reflexivas y monumentales, abandonando los efectos de trampantojo, tanto en sus retratos pintados como en los grabados.
Los asuntos frívolos eran muy apreciados por sus compatriotas contemporáneos, la mayoría de ellos procedentes de Italia. Rembrandt poseía grabados eróticos de Rafael, Rosso Fiorentino, Agostino Carracci (en realidad una serie de grabados de Jacques Joseph Coiny según la serie de cuadros de Carracci titulada Lascivia (ca. 1590-1595)) y Giulio Bonasone. Tenía que conocer igualmente las Maneras (o I Modi, 1524) de Marcantonio Raimondi. Las obras de Rembrandt de este tipo sin embargo se distinguen en que no utiliza dioses, ninfas y sátiros para trasponer la realidad: realiza una escena galante contemporánea, lo que tuvo que ser chocante para el público.
A causa del gran número de contextos temáticos de las representaciones de la lujuria en el siglo XVII, es comprensible que ciertos escritores hayan intentado interpretar la imagen como una alusión al hijo pródigo en un burdel. Que Rembrandt haya intentado representar este momento no puede ser probado, pero ciertas interpretaciones de la historia muestran una escena muy similar. En los siglos XVI y XVII, se procuró mejorar la actualización de las parábolas, vistiendo a los protagonistas con una vestimenta contemporánea, como en 1630, en una pieza de teatro titulada El hijo pródigo de los tiempos modernos. Un atributo común en la mayoría de las composiciones sobre este tema es el sombrero emplumado; es un accesorio ambiguo que Rembrandt ciertamente no habría colocado sobre el poste de la cama sin una buena razón.
El debate sobre el papel y el lugar apropiado de la sexualidad fue activado por la Reforma y el alegato de Martín Lutero por el matrimonio de los sacerdotes, y fue más tarde intensificado por la Contrarreforma. Ledikant es una declaración visual que contribuye a la discusión: el grabado establece claramente que el lugar de la sexualidad permanece en el entorno privado. A causa de la puesta en escena estética, la acción conserva una atmósfera erótica evitando toda asociación con el «deber conyugal». El hombre y la mujer están presentados de igual manera en la imagen; esta no es ni una escena de seducción ni una violación. Que el hombre sea un miembro del hogar o un visitante ilegítimo — como el sombrero presentado sobre la columna de la cama y la puerta ligeramente entreabierta sugieren — permanece incierto.

### Análisis técnico
Al incluir pequeños toques a punta seca, Rembrandt puso mucho cuidado en el sombrero y la piel. El efecto aterciopelado de esta técnica domina la estampa, lo que la hace extremadamente rara. Durante la realización, una banda no trabajada de aproximadamente 2,5 cm permaneció sobre los bordes de la placa. Cuando Rembrandt la corta, da más importancia a la observación de los detalles. Después de la muerte de Rembrandt, la placa ya había sufrido demasiadas alteraciones como para producir una impresión suficientemente clara, y una banda de 5 cm había sido cortada a la izquierda de la composición, suprimiendo la entrada de la alcoba que le daba un aire palaciego.

La posición complicada de los protagonistas parece haber planteado problemas a Rembrandt. Efectivamente, se puede ver que el brazo izquierdo del hombre y la pierna izquierda de la mujer han sido retocados repetidamente, y que la mujer tiene dos brazos izquierdos — Gersaint cuenta por su parte cuatro brazos —: uno sobre la cama, el otro agarrando la cadera de su acompañante. El hecho de que Rembrandt haya dejado su composición así permite preguntarse sí es un olvido o se buscaba expresar la pasión de la mujer, sugiriendo una sucesión de movimientos, más sugestivo. Gersaint supone que Rembrandt los representó inicialmente tendidos, cambiando después la posición sin corregir el primer dibujo. Califica el tema de «indecente», y sugiere que Rembrandt se habría arrepentido y habría cortado la placa (quinto estado) para volverla anónima (lo que explica también los múltiples retoques). Se sabe que esto es raro (Gersaint dice que «es de la mayor rareza»), y esto podría deberse al tema.

Sucesivos estados de La cama a la francesa
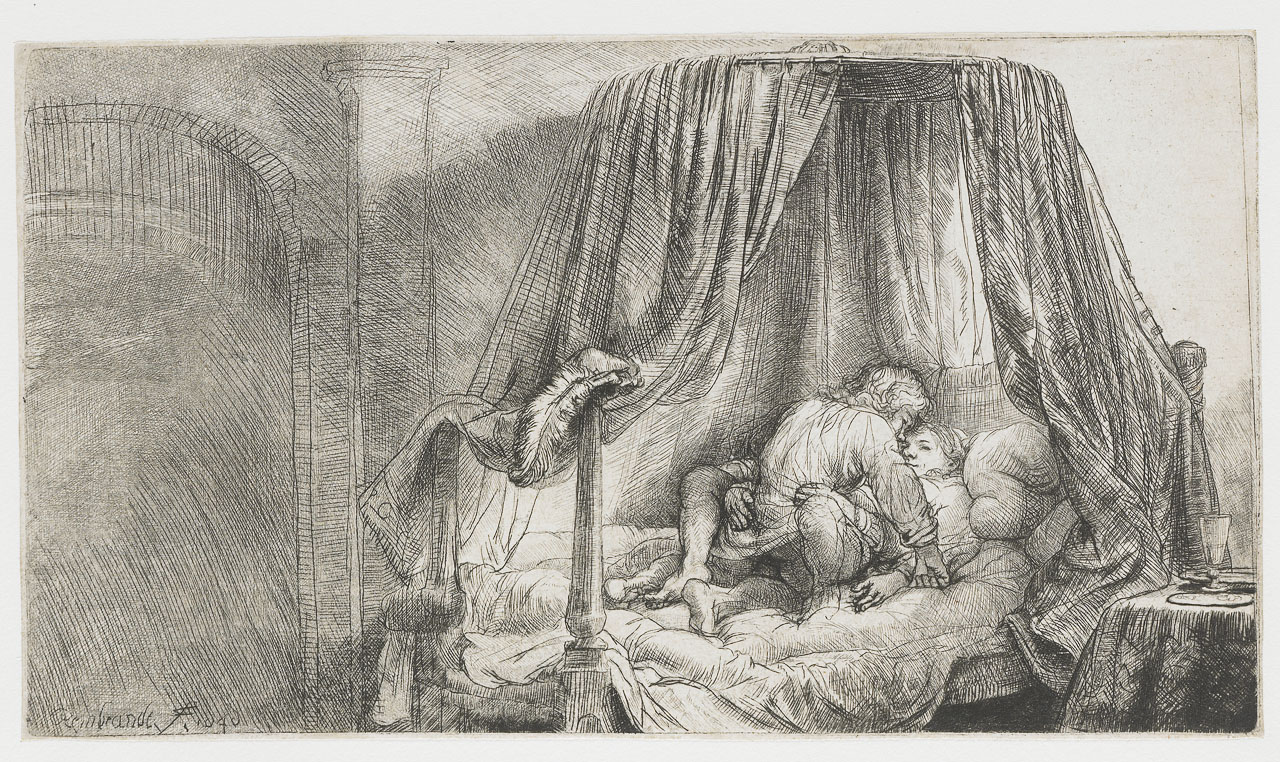
Segundo estado (Rijksmuseum, Ámsterdam).
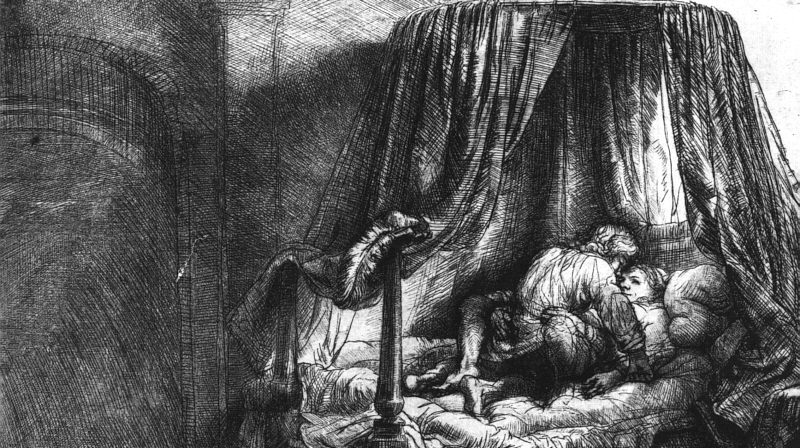
Cuarto estado (BnF).
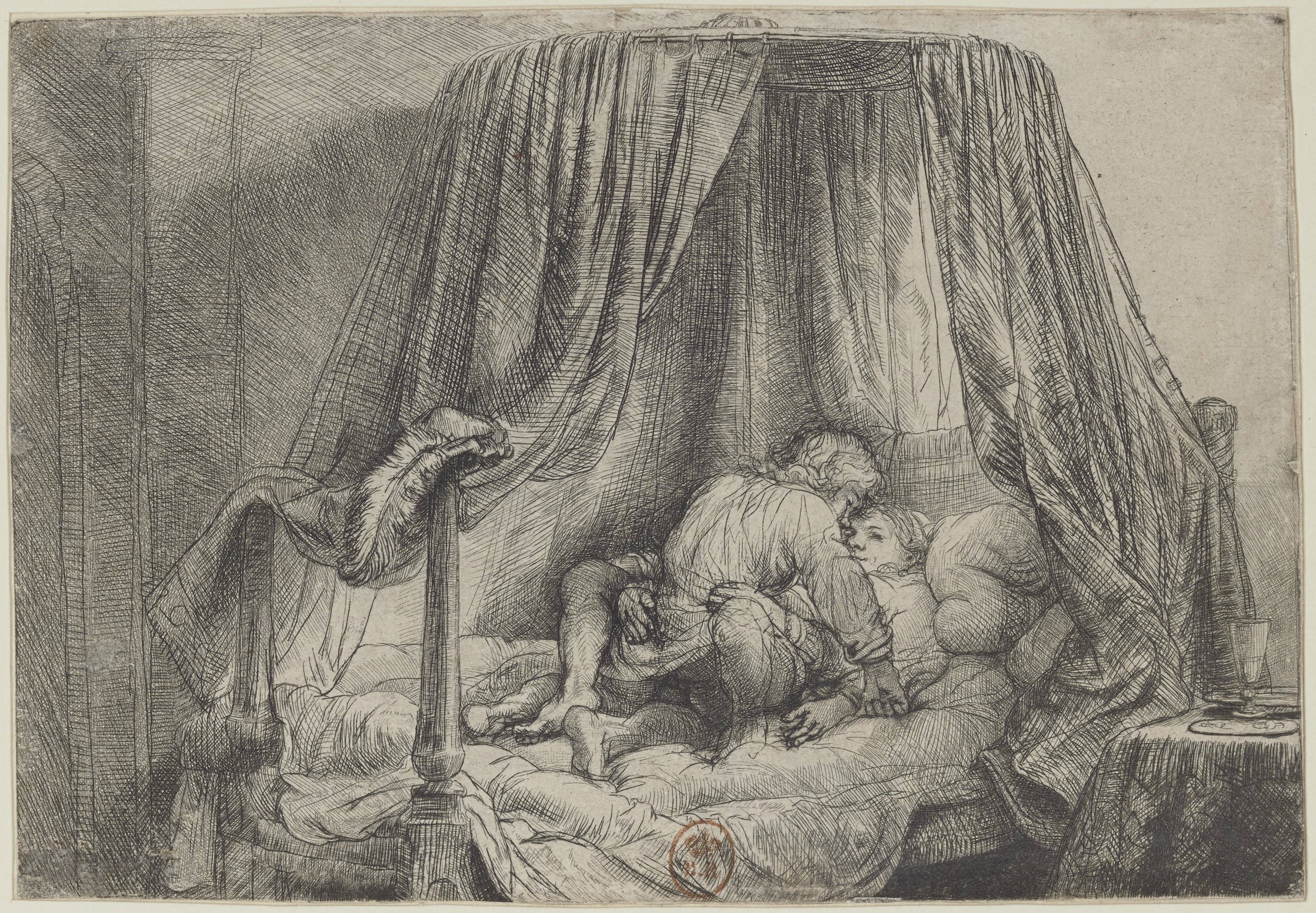
Quinto estado (BnF).

En esta obra al aguafuerte, Rembrandt utiliza la punta seca y el buril para modificar la tonalidad de su composición en proporción a los cinco estados que fueron necesarios. Se puede observar la diferencia entre los primeros estados y los últimos, sobre todo en las cortinas menos trabajadas al principio, lo que ofrecía menos contraste. El quinto estado está amputado a la izquierda de la cama, que contenía la firma: es la parte que habría querido autocensurar Rembrandt, según Gersaint.
Rembrandt privilegia la intimidad de la pareja gracias al juego de luces y sombras: una suave luz atenuada por líneas a punta seca cae sobre la cama que está cubierta por pesadas cortinas sombrías. La pluma, las almohadas, el colchón añaden sensualidad. El resto de la pieza está vacío, excepto la mesita de noche, y la reducción de la parte vacía en el quinto estado permite concentrar la atención sobre la escena para intensificar la intimidad y la sensualidad.